# Glenea loosdregti
Glenea loosdregti é uma espécie de escaravelho da família Cerambycidae. Foi descrita por Stephan von Breuning em 1965.  É conhecida a sua existência em Laos.